# USS Indianapolis: Men of Courage
USS Indianapolis: Men of Courage es una película estadounidense de catástrofe, guerra y terror dirigida por Mario Van Peebles y escrita por Cam Cannon y Richard Rionda Del Castro. La película está protagonizada por Nicolas Cage, Tom Sizemore, Thomas Jane, Matt Lanter, Brian Presley y Cody Walker. La fotografía principal comenzó el 19 de junio de 2015, en Mobile, Alabama. La película se estrenó el 30 de mayo de 2016.

## Reparto
- Nicolas Cage como capitán Charles McVay.[1]
- Tom Sizemore como McWhorter.[2]
- Thomas Jane como teniente (JG) Wilbur C. "Chuck" Gwinn[3]
- Matt Lanter como suboficial Brian "Bama" Smithwick.[4]
- Brian Presley[3] como "Waxman".
- Cody Walker como teniente James West.[5]
- Emily Tennant como Clara.
- Callard Harris como teniente Kennedy.
- Mandela Van Peebles como Theodore.
- Weronika Rosati como Louise, esposa de McVay.
- Yutaka Takeuchi como comandante Mochitsura Hashimoto.
- Justin Nesbitt como Lindy.
- Matthew Pearson como Deuce.

## Producción

### Desarrollo
El proyecto USS Indianapolis: Men of Courage, ambientada en julio de 1945, es sobre el buque USS Indianápolis de la Armada y fue anunciado por primera vez en 2011 por Hannibal Classics. Cerca del final de la Segunda Guerra Mundial —cuando el buque regresaba de Tinian después de entregar piezas importantes para una bomba atómica— fue torpedeado por un submarino japonés. 1196 personas estaban a bordo del barco, de las cuales sólo 317 sobrevivieron, casi 300 se hundieron junto con el barco, y todas las demás murieron por la deshidratación, la exposición, la intoxicación por agua salada o ataque de tiburones. Cam Cannon y Richard Rionda Del Castro, este último también involucrado como productor, escribieron el guion para la película. El foco de la película está en la valentía de los miembros de la tripulación a bordo del USS Indianapolis. El 17 de diciembre de 2013, Hannibal Classics eligió a Mario Van Peebles para dirigir la película, mientras que Patriot Pictures la financiaría y Rionda Del Castro la produciría junto con Michael Mendelsohn. El estudio (Hannibal) había desarrollado la película en cinco años mediante la consulta a los sobrevivientes del desastre, incluyendo a la Marina de los EE. UU. y al Servicio de Guardacostas de los Estados Unidos. La Armada de Estados Unidos ayudó con la realización y finalización de la última versión del guion. Walt Conti, de Edge Innovations, proporcionaría los tiburones animados, y la producción de los reportes de dos aviones de la era de la Segunda Guerra Mundial en pleno funcionamiento para retratar los aviones que participaron en las operaciones de rescate de bienes después del desastre. Silos Inc. e Hydroflex se unieron para manejar los efectos digitales y la filmación submarina para la película, respectivamente. El USS Alabama y el USS Drum serían utilizados junto con el Battleship Memorial Park para retratar al USS Indianapolis y el submarino japonés.

### Preproducción
El 5 de febrero de 2015 Nicolas Cage fue incluido en el elenco para interpretar el papel principal del capitán Charles McVay en la película. Matt Lanter fue incluido el 1 de abril de 2015 para interpretar a un buzo de la marina estadounidense, conocido como suboficial Brian "Bama" Smithwick. El 13 de mayo de 2015 Variety reveló que Tom Sizemore, Thomas Jane y Brian Presley también se unieron al elenco de la película; Sizemore interpretará a McWhorter, un miembro de la tripulación de la nave, mientras que Jane interpretará al piloto Chuck Gwinn. En mayo de 2015, Saban Films adquirió los derechos de distribución de la película en América del Norte. El 18 de mayo de 2015 el papel de Sizemore fue confirmado por Variety. El 15 de julio de 2015, Cody Walker fue incluido en la película para interpretar a uno de los miembros de la tripulación a bordo de la nave.

### Rodaje
La fotografía principal de la película comenzó el 19 de junio de 2015 en Mobile, Alabama. El rodaje tendrá lugar también en San Francisco y Kioto (Japón).
Para la escena del desembarco de la caja atómica en Tinian se usó un set con maquetas de bombarderos B-29 y P-40 bastante burda.
El 27 de junio de 2015, el rodaje se puso en marcha en Orange Beach. Un hidroavión de la Segunda Guerra Mundial de la era de la vendimia, el PBY Catalina, estaba siendo utilizado para el rodaje el 29 de junio de 2015, pero embarcó agua y quedó varado cerca del salón Flora-Bama, en Orange Beach. No hubo heridos durante el incidente, y el equipo de rescate aseguró al piloto y al copiloto. Los productores tuvieron que poner la producción en suspenso temporalmente para salvar el avión, pero "la empresa de salvamento no pudo salvar el avión", que fue gesguazado aparte, de acuerdo con los productores. El avión fue proporcionado por los bomberos de Washington y estaba siendo pilotado por Fred y Jayson Owen.
Después de filmar el 14 de julio en el centro de Mobile, Cage conoció a un verdadero veterano de la Marina llamado Richard Stephens en un banco de la plaza Bienville. Stephens fue uno de los sobrevivientes de la nave, así que Cage y Stephens tuvieron una larga conversación acerca del desastre.

## Estreno
La película se estrenó el 30 de mayo de 2016, en el fin de semana del Día de los Caídos en Estados Unidos.